# Parque Chico Mendes (São Paulo)
O Parque Chico Mendes é um parque pertencente ao distrito de Vila Curuçá, subúrbio da zona leste da cidade de São Paulo.